# Miss Exotic World
Pour les articles homonymes, voir Miss.
Le concours Miss Exotic World -en anglais : Miss Exotic World Pageant, officiellement Miss Exotic World Pageant and Striptease Reunion- est une convention et un spectacle néo-burlesque annuels, qui ont lieu à Las Vegas, aux États-Unis.

## Généralités
Il s'agit de l'événement annuel de présentation et de collecte de fonds du Burlesque Hall of Fame, anciennement appelé le musée du burlesque Exotic World. Le spectacle, parfois appelé « Miss Amérique du burlesque », attire d'anciennes reines du burlesque américain des décennies passées, ainsi que des participants actuels de la scène néo-burlesque. Le spectacle consiste en des performances burlesques qui s'étendent sur un week-end et qui culminent avec la compétition pour couronner une seule artiste en tant que Miss Monde Exotique. En raison de l'importance du musée du burlesque d'Exotic World, pour la communauté burlesque, le fait de gagner le concours est considéré comme un honneur pour une artiste burlesque,,,.

## Histoire

### 1990 à 2004
Le concours est devenu un événement annuel organisé par la danseuse Dixie Evans, et la Ligue des danseurs exotiques (EDL), d'abord en 1958, puis chaque année jusqu'en 1989. Des prix ont été décernés, à partir de 1962, aux artistes et aux promoteurs qui ont fait progresser le burlesque et l'ont montré sous un jour positif. Après la mort de Jennie Lee, en 1990, le spectacle est créé et a lieu sur les terrains du Musée du monde exotique à Helendale, en Californie, de 1991 à 2005, avant d'être transféré à Las Vegas. Dixie Evans, conservatrice du Exotic World Museum, lance le concours de Miss Exotic World, en 1990, pour attirer les gens au musée,. 
Elle attire l'attention en envoyant un communiqué de presse affirmant que « Lili St-Cyr, Tempest Storm, Blaze Starr et 30 autres anciens du burlesque seront tous invités à assister à cette réunion ». Bien que cela soit techniquement vrai, aucun de ces invités n'assiste à la réunion cette année-là. Toutefois, le communiqué attire l'attention de la presse sur le concours, qui connaît un succès suffisant pour devenir un événement annuel, organisé le premier samedi de juin de chaque année, proche de la période traditionnelle des précédentes manifestations annuelles de l'EDL,.

### 2005

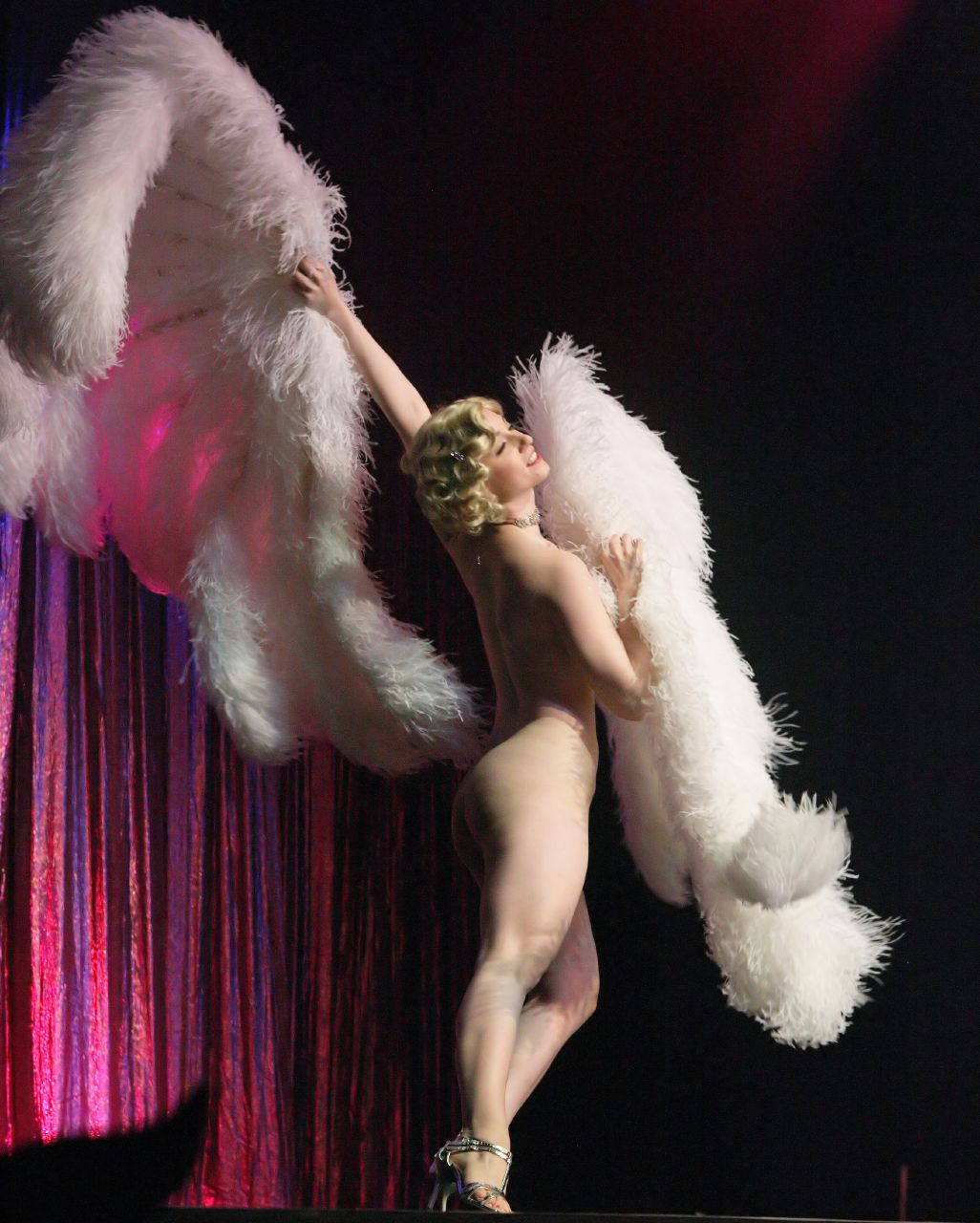
La danse de l'éventail de Michelle L'amour, Miss Exotic World 2005, à l'occasion du concours de 2007.

En 2005, le concours se développe considérablement, pour marquer sa 15e année, mais aussi pour accélérer les efforts de collecte de fonds du musée. Alors qu'à l'origine le concours était un événement d'une journée, il prend de l'importance et s'allonge pour durer un week-end. Le nouveau format comprend une soirée entière consacrée aux légendes - les femmes, pour la plupart sexagénaires et septuagénaires, de l’âge d'or du burlesque des années 1950 et 1960.
Parmi les autres changements apportés au concours, citons l'augmentation du nombre de sponsors financiers, un programme de souvenirs sur papier glacé, un maître de cérémonie célèbre (El Vez (en)), des sièges plus spacieux (et des zones d'ombre) et une scène de spectacle professionnelle avec son et lumière, qui constitue une amélioration par rapport à la vieille scène en bois qui était utilisée auparavant. Certains des changements les plus significatifs, en 2005, sont les modifications apportées au processus de candidature et de jugement des concours, changements qui avaient été initiés en 2001.
Le concours, qui n'avait qu'une seule catégorie Miss Monde Exotique, s'étend à d'autres nouvelles catégories comme celle de Meilleur Début. En outre, la procédure de candidature est renforcée, la méthode d'évaluation ayant été normalisée pour garantir davantage de professionnalisme et d'équité.

## 2006 au présent
En 2006, le spectacle a lieu dans un nouveau lieu, à Las Vegas, en raison de l'état de délabrement de la propriété et du décès de Charles Arroyo  qui affectent le musée. Avec le déménagement imminent du musée à Las Vegas, le spectacle est organisé dans cette ville, dans les locaux du Celebrity Theater, dans le centre-ville. Jusqu'alors, le concours se déroulait le premier samedi de juin, mais il est remplacé par le week-end du Memorial Day, fin mai 2006. Le spectacle consiste en quatre soirées d'événements et est animé par Margaret Cho et El Vez (en). Depuis 2006, le concours fait de Las Vegas son lieu de résidence permanent,,.

## Lauréats du prixMiss Exotic World
| Année | Miss Exotic World  | 1re dauphine              | 2e dauphine                  |
| ----- | ------------------ | ------------------------- | ---------------------------- |
| 1991  | Toni Alessandrini  |                           |                              |
| 1992  | Catherine D’Lish   |                           |                              |
| 1993  | AleXX Marvel       |                           |                              |
| 1994  | Catherine D’Lish   |                           |                              |
| 1995  | Pillow             |                           |                              |
| 1996  | Rio Savant         |                           |                              |
| 1997  | Stephanie Blake    |                           |                              |
| 1998  | Stephanie Blake    |                           |                              |
| 1999  | Kina Cochina       |                           |                              |
| 2000  | Christy Campbell   | Manuella                  |                              |
| 2001  | Cherry Malone      | Sarah Moon                | Manuella                     |
| 2002  | Kitten de Ville    | Bella Beretta, Manuella   |                              |
| 2003  | Erochica Bamboo    | Bambi, Miss Dirty Martini |                              |
| 2004  | Miss Dirty Martini | Penny Starr Jr.           | World Famous *Bob*           |
| 2005  | Michelle L’amour   | Torchy Taboo              | Julie Atlas Muz              |
| 2006  | Julie Atlas Muz    | Kalani Kokonuts           | Diamondback Annie            |
| 2007  | Immodesty Blaize   | Little Brooklyn           | Adonna Vichet                |
| 2008  | Angie Pontani      | Lux LaCroix               | Trixie Little                |
| 2009  | Kalani Kokonuts    | Roxi D’Lite               | Perle Noire                  |
| 2010  | Roxi D’Lite        | Kristina Nekyia           | Nasty Canasta                |
| 2011  | Miss Indigo Blue   | Anna Fur Laxis            | Lily Verlaine                |
| 2012  | Imogen Kelly       | Ophelia Flame             | Trixie Little                |
| 2013  | LouLou D’vil       | Sydni Deveraux            | Lola Frost                   |
| 2014  | Midnite Martini    | Medianoche                | Ginger Valentine             |
| 2015  | Trixie Little      | Perle Noire               | Ginger Valentine             |
| 2016  | Poison Ivory       | Lada Redstar              | Sweetpea                     |
| 2017  | Medianoche         | Sweetpea                  | Sydni Deveraux               |
| 2018  | Inga               | Jessabelle Thunder        | Elle Dorado                  |
| 2019  | Frankie Fictitious | RedBone                   | Lou Lou la Duchesse De Riere |

| Année | Best Boylesque | Best Debut     | Best small group | Best Large group |
| ----- | -------------- | -------------- | ---------------- | ---------------- |
| 2018  | Ickymuffin     | Aria Delanoche | Mara & Aleksei   | Boys Night Revue |
| 2019  | Joshua Dean    | Dahlia Fatale  | Kitten 'N' Lou   | Mod Carousel     |

| Année | Most Dazzling Dancer (danseuse éblouissante) | Most Classic   | Most Comique                   | Most Innovant                 |
| ----- | -------------------------------------------- | -------------- | ------------------------------ | ----------------------------- |
| 2018  | Chris Oh!                                    | Aria Delanoche | BoylesqueTO                    | Boo Bess and Jenny C'est Quoi |
| 2019  | Frankie Fictitious                           |                | Fave Havoc & Donna Boss Ranger | Lou Lou la Duchesse De Riere  |

### Source de la traduction
- (en) Cet article est partiellement ou en totalité issu de l’article de Wikipédia en anglais intitulé « Miss Exotic World Pageant » (voir la liste des auteurs).